# Escola de Enfermagem da Universidade Federal do Rio Grande do Sul
A Escola de Enfermagem é uma unidade de ensino da Universidade Federal do Rio Grande do Sul.
Fundada em 4 de dezembro de 1950, junto a Faculdade de Medicina, com o nome de Escola de Enfermagem de Nível Superior do Rio Grande do Sul, foi a primeira instuição à formar profissionais de enfermagem na região sul do Brasil. Coquistou sua autônomia da Faculdade de Medicina em 16 de julho de 1968.
Oferece anualmente, 94 vagas para Bacharelado, e 25 em Licenciatura, em Enfermagem.
Possui ainda Comissões de Pesquisa e Extensão, e além de oferecer cursos de especialização, mestrado e doutorado

## Relação de Diretores
- 1951-1957 Maria de Loures Verderese e Prof. Olga Verderese
- 1957-1963 Celina de Cunha Tibiriçá
- 1963-1969 Maria da Glória Leite Rozas
- 1969-1972 Neya Machado da Silva Zorrilla
- 1972-1976 Maria Elena da Silva Nery
- 1977-1981 Vani Maria Chiká Faraon
- 1981-1984 Olga Rosaria Eidt
- 1984-1989 Vera Beatriz Chiká Petersen
- 1989-1993 Sonia Maria Motink Agostini
- 1993-1996 Walderez Spencer Uebel
- 1996-2000 Ida Haunss de Freitas Xavier
- 2000-2004 Ida Haunss de Freitas Xavier
- 2004-2008 Prof. Prof. Liana Lautert
- 2008-2012 Prof. Prof. Liana Lautert

2012-2016 Prof. Eva Neri Rubim Pedro
2016-2020 Gisela Schebella de Azevedo Moura
2020-2024 Ana Maria Magalhães